# Acacia haematomma
Acacia haematomma é uma espécie de leguminosa do gênero Acacia, pertencente à família Fabaceae.